# Die Lady Macbeth von Mzensk
Die Lady Macbeth von Mzensk oder Die Lady Macbeth aus dem Landkreis Mzensk (Original: Леди Макбет Мценского уезда (Ledi Makbet Mcenskogo uezda)) ist eine Novelle des russischen Schriftstellers Nikolai Leskow aus dem Jahr 1865.

## Entstehung
Nikolaj S. Leskow begann mit ca. dreißig Jahren das Schreiben. In seine frühe Schaffensphase fällt die Novelle Die Lady Macbeth aus dem Landkreis Mzensk (1864). Im Jahr 1865 wurde sie in der Zeitschrift Epocha veröffentlicht, deren Redakteur F. M. Dostojewski war. Diese „düstere Geschichte“, wie Leskow sie bezeichnete, erschien dort unter dem Titel Ledi Makbet našego uezda (Die Lady Macbeth unseres Landkreises). 1867 gab Leskow der Erzählung für einen Sammelband den heute geläufigen Titel.
Auf seinen Reisen durch Russland kam Leskow in Kontakt mit vielen Menschen und erhielt so Einblick in das Leben in der Provinz mit seinen alltäglichen Problemen. Seine Ledi Makbet beruht auf einem Gerichtsfall, über den sich Leskow in den Kriminalakten der Stadt Orjol (Orël) informiert hatte. Leskows literarische Ausarbeitung sollte der Auftakt einer Serie von Charakterstudien russischer Frauen sein. Er schloss die weiteren Arbeiten jedoch nicht ab. Zum einen hatte er durch die Einstellung der Ėpocha die Publikationsplattform verloren. Außerdem hatte sich Leskow durch einen Artikel den Zorn von Liberalen und engagierten Demokraten zugezogen, die ihn als Reaktionär beschimpften. Ihm fehlte demnach sowohl die Öffentlichkeit als auch die Wertschätzung durch die Literaturkritik.
Zur Bekanntheit der Erzählung beigetragen hat vor allem die Vertonung des Stoffs durch Schostakowitsch in der Oper Lady Macbeth von Mzensk (1934), die die Prawda 1936, zwei Tage, nachdem Stalin sie gesehen hatte, als „Chaos statt Musik“ diskreditierte. 1962 gab es die erste Verfilmung des Stoffs, Blut der Leidenschaft von Andrzej Wajda.

## Figuren
„Bei uns trifft man bisweilen Menschen, an die man niemals ohne innere Bewegung denkt, auch wenn schon viele Jahre seit der Begegnung mit ihnen vergangen sind.“
- Katerina L’vovna Izmajlova: Frau des Kaufmannes Izmajlov, ca. 23 Jahre alt; trotz Kinderwunsch ohne Nachwuchs; langweilt sich in der provinziellen Isolation
- Zinovij Borisytsch Izmajlov: wohlhabender Kaufmann aus angesehener Familie in Tuskar, Gouvernement Kursk; über 50 Jahre alt, zeugungsunfähig
- Boris Timofeitsch Izmajlov: Vater von Zinovij, Schwiegervater von Katerina; 80 Jahre alt
- Sergej Filipytsch (Serjoscha): Lagergehilfe bei Izmajlovs; bekannter Schürzenjäger
- Aksin’ja: Köchin bei Izmajlovs
- Fëdor Zacharov Ljamin (Fedja): noch minderjähriger Großneffe von Boris Timofeitsch; hat Anrecht auf Teil des Erbes

## Titel
Der Titel der Novelle bezieht sich auf Shakespeares Tragödie Macbeth. Allerdings ist nicht eindeutig, ob Leskow seine Protagonistin parallel zur Frau Macbeths entworfen hat oder die russische Mörderin in der Öffentlichkeit so bezeichnet wurde, wie es die Novelle im ersten Kapitel nahelegt: „Zu diesen Menschen gehört die Kaufmannsfrau Katerina Lwowna Ismajlowa, die nach ihrer Verstrickung in ein schreckliches Drama von unseren Adligen kurzerhand die Lady Macbeth aus dem Landkreis Mzensk genannt wurde“. Möglich ist auch, dass der Schriftsteller in Anlehnung an Gottfried Kellers Romeo und Julia auf dem Dorfe ein Shakespeare-Drama in die Provinz versetzte, indem er die Rücksichtslosigkeit seiner Protagonistin als hervorstechendste Gemeinsamkeit mit Shakespeares Frauengestalt zum Anlass nahm. Die meisten literaturwissenschaftlichen Vertreter sehen allein im starken Willen der beiden weiblichen Figuren ein übereinstimmendes Charakteristikum. Es lassen sich dagegen weitere Parallelen andeuten: 
Beide Frauen treten resolut auf. Sie sind für die Morde verantwortlich, Macbeths Ehefrau durch Anstiftung (Duncan), Leskows Kaufmannsgattin durch eigene Tat (Vergiftung ihres Schwiegervaters). Die ersten Bluttaten bedingen das weitere Töten, zumindest fällt die Hemmung. In diesem Zusammenhang kann man das Motto zu Beginn der Ledi Makbet deuten: „Das erste Lied singt sich nicht leicht“ steht dafür, dass die erste Mordtat Skrupel hervorruft, während die folgenden Verbrechen unbefangener begangen werden.
Sowohl in Shakespeares Macbeth als auch in der Novelle werden jeweils Stammhalter umgebracht: Banquo und Fedja. Gemeinsam  ist den beiden Werken, dass die Protagonistin die Morde auch begeht (bzw. dazu anstiftet), um eine Rangerhöhung ihres Mannes bzw. ihres Geliebten zu bewirken.
Allmählich plagt Lady Macbeth Reue nach dem Mord an Duncan. Sie leidet an Alpträumen, hat Wahnvorstellungen, verliert letztlich den Verstand und tötet sich selbst. Ebenso ist Katerina bald nicht mehr Herrin ihrer Sinne, am Ende stürzt sie sich mit ihrer Rivalin in den Tod.
Nicht nur in den Gründen für den Wahnsinn (Reue – Liebeswahn) liegt ein Unterschied der Figuren, sondern auch in den Beweggründen, die sie antreiben: Lady Macbeth handelt aus Machtgier, Katerina aus übertriebener Leidenschaft zu Sergej.

## Inhalt
Katerina L’vovna wird mit dem viel älteren Zinovij Borisytsch verheiratet. Ihre ärmliche Lage lässt eine freie Einwilligung in die Heirat nicht zu, doch bietet ihr die neue Stellung als Kaufmannsgattin ebenso wenig Freiraum. Bald langweilt sie sich auf dem Anwesen ihres Mannes, der häufig unterwegs ist und seine Geschäfte beaufsichtigt. Ihre Hauptbeschäftigung besteht darin, durch das Haus zu streunen und ihren Gedanken nachzuhängen. Schon auf den ersten Seiten wird deutlich, wie unerfüllt ihr Dasein ist: Immer wieder gähnt sie. Die wenigen Besuche, die sie mit ihrem Mann unternimmt, bringen keine Abwechslung, weil sie meist nach strengem Ritual ablaufen. Obwohl sie lesen kann, rührt sie keine Bücher an, weil sie vom Lesen nichts hält; zudem gibt es nur wenige Bücher im Haus (zumeist Heiligenlegenden).
Das Schicksal versagt ihr auch Kinder, da ihr Gatte unfruchtbar ist, er jedoch ihr die Schuld zuschiebt. Der Schwiegervater erhebt deswegen ebenfalls Vorwürfe gegen sie, weshalb ihr die Ehe eng und die Umstände unerträglich werden. In ihren einfachen Verhältnissen war sie zumindest ihre Freiheit gewöhnt, die im aufgeschlossenen Umgang mit ihren Mitmenschen bestand. Ihre jetzige Stellung verbietet ihr ein sorgloses Miteinander. Die Isolation auf dem ehelichen Gut, verdeutlicht durch hohe Zäune, lässt sie wie ein „Kanarienvogel im Käfig“ (kanarejka v kletke) erscheinen, wie es Sergej formuliert.
Der Lagergehilfe Sergej Filipytsch weiß die lange Abwesenheit von Katerinas Mann und ihre bedrückte Situation auszunutzen. Er umschmeichelt sie mit Worten, reizt ihre Weiblichkeit, woraufhin sie sich widerstandslos auf ihn einlässt. Die Warnungen der Köchin Asin’ja, Sergej sei ein Schürzenjäger und vor wenigen Monaten bei den Koptschonovs vom Hof gejagt worden, weil er eine Affäre mit der dortigen Herrin hatte, halten Katerina nicht ab, sich dem Bediensteten leidenschaftlich hinzugeben.
Wenig später entdeckt der Schwiegervater Boris Timofeitsch den Ehebruch, sperrt Sergej Filipytsch in einen Schuppen und schickt nach seinem Sohn Zinovij. Daraufhin vergiftet Katerina Boris und befreit ihren Liebhaber. Das Verbrechen fällt nicht auf, weil durchaus eine Lebensmittelvergiftung durch ein Pilzgericht die Todesursache sein konnte. Im Traum erscheint der Schwiegertochter bald ein Kater, der mit der Stimme Boris Timofeitschs zu ihr spricht. Dennoch lässt sie sich nicht von einer lustvollen Beziehung zu Sergej abschrecken. Sie verbringt mit ihm eine leidenschaftliche Nacht unter einem Apfelbaum im Garten.
Als ihr Gatte zurückkehrt und es zur Konfrontation kommt, bringt sie auch diesen mit Hilfe ihres Geliebten um, und sie verscharren ihn im Keller des Hauses. Ihre folgende Schwangerschaft diskreditiert ihren impotenten Mann nachträglich, weil nun eindeutig ist, dass die Kinderlosigkeit von ihm herrührte.
Nachdem sich das mörderische Liebespaar wie Eheleute geriert und sich über das Erbe gefreut hat, erfahren sie, dass das Geld nicht allein ihnen zusteht, sondern dass der minderjährige Fëdor (Fedja), ein Großneffe Boris Timofeitschs, ein Anrecht auf den Hauptteil des Erbes hat. Er trifft mit der Großtante auf dem Gut ein. Sergej, angestachelt durch die Aussicht, ein Leben als selbständiger, reicher Kaufmann zu führen, sieht seine Vorstellungen bedroht und wiederholt vor Katerina, Fedja müsse beseitigt werden. Seine Hartnäckigkeit führt schließlich zum dritten Mord: Am Abend vor Mariä Opfer, als die Dorfbewohner zur Abend- und Nachtmesse gehen, ersticken sie mit einem Kissen den erkrankten Jungen in seinem Bett. Ein Maschinist beobachtet sie jedoch dabei, und kurz darauf stehen alle Bewohner des Dorfes vor dem Haus. Die Täter werden verhaftet und verurteilt. Nach der Auspeitschung sollen sie sich auf dem Weg nach Sibirien zur Zwangsarbeit machen. Während Sergej aufrichtig leidet, was den Zuschauern Mitleid entlockt, nimmt Katerina ihr Los gleichmütig hin. Besessen von ihrer Liebe zu Sergej meint sie, ihr Glück überall zu finden, solange er nur bei ihr ist. Er hingegen interessiert sich nicht mehr für sie, verhöhnt und demütigt sie vor den anderen Gefangenen und buhlt um andere weibliche Verurteilte. In einem Wutanfall stürzt sich Katerina auf ihre Konkurrentin und reißt sie mit in den Tod in den kalten Wellen der Wolga.

## Aufbau
Die Novelle teilt sich in fünfzehn Kapitel unterschiedlicher Länge, wobei sich die Handlung bis zum dritten Mord steigert (Fedja; 11. Kapitel). Nach diesem Höhepunkt kehrt in die Erzählweise ein wenig Ruhe ein, bis gegen Ende die Geschichte wieder Fahrt aufnimmt und in der Katastrophe beim Übersetzen der Wolga endet. Dass Katerina auf ein schlimmes Ende zusteuert, wird nach den ersten Kapiteln ersichtlich. Das erste Kapitel wirkt wie eine Exposition, in der die Personen vorgestellt werden und bereits erwähnt wird, dass Katerina eine Rolle in einem „schrecklichen Drama“ spielt. Eine klassische Drama-Einteilung kann man der Novelle dennoch nicht zugrunde legen. Nahezu steckbriefhaft stellt Leskow Katerina L. Izmajlova dem Leser vor: Die Angaben zur Person (Alter, Aussehen) und den Heiratsumständen sind lakonisch und enden mit: „Das war alles“. Katerinas Langeweile und ihr häufiges Gähnen beschließen den Einstieg.
Das zweite Kapitel stellt ihr Leben, allen voran ihre Ehe, als monoton und einengend dar. Symbolisch steht dafür Sergejs Händedruck, bei dem Katerina aufschreit: „Au, laß den Ring los, du tust mir weh!“ Gleichzeitig wird darin schon der Ehebruch ersichtlich, weil der Griff auf den Ehering abzielt.
Bis zum ersten Höhepunkt im elften Kapitel stechen die Kapitel fünf und sechs heraus. Das fünfte Kapitel ist das kürzeste des ganzen Textes und bezeichnenderweise dasjenige, in dem der erste Mord geschildert wird. Der Umfang spiegelt den Inhalt insofern wider, als der Schwiegervater ohne großen Aufwand und ebenso ohne Skrupel beseitigt wird, als handelte es sich um eine lästige Ratte auf dem Speicher. Demnach werden keine Gewissensvorbehalte thematisiert, sondern auf knappste Weise und mit einfacher Wortwahl wird das Ableben Boris Timofeitschs beschrieben. Dabei wird nur in einem Nebensatz erwähnt, dass Katerina für das Rattengift im Haus die Verantwortung trägt; nicht erwähnt wird, ob und wie sie das Gift in das Essen mischte. Dem Leser erschließt sich der Zusammenhang sofort, die Figuren des Textes können über den gewaltsamen Tod hinweggetäuscht werden: An einem Pilzgericht konnte man jederzeit sterben.
Zum lakonischen fünften kontrastiert das sechste Kapitel nicht allein in der Länge, sondern auch in der Darstellung der Ereignisse. Geschildert wird der Sinnenrausch einer liebestollen Nacht. An einem heißen Nachmittag liegen Katerina und Sergej noch im Ehebett. Plötzlich streicht ein Kater um die Kaufmannsfrau herum, den sie zuvor nie gesehen hat. Sie wundert sich kaum, fragt sich vielmehr, ob es überhaupt ein Kater sei, stellt aber nicht seine Erscheinung an sich in Frage. Auch als sie ihn packen will und er ebenso schnell verschwindet, wie er erschienen war, wundert sie sich nicht.  Lieber folgt sie dem Rufen der Köchin, die den Samowar im Garten aufgestellt hat. Mit Sergej verbringt sie den Rest des Tages und der Nacht unter einem Apfelbaum im Garten, der ihr paradiesisch erscheint. Tatsächlich bemerkt sie nicht, dass ihr Liebhaber immer weniger Interesse an ihr zeigt, sich zu langweilen beginnt. Obwohl das Gespräch zwischen ihnen durchaus ernste Züge trägt, „verlor [sie] fast den Verstand vor Glück.“ Ihr Realitätsverlust wird das erste Mal angedeutet. Die Redewendung ist nicht eine übertriebene Ausdrucksweise ihrer Zuneigung, sondern nimmt ihren Liebeswahn vorweg. Selbst Sergejs schonungslose Aussage, er beherrsche ihren ganzen Körper, rüttelt sie nicht auf. Der Frühlingsgarten verklärt ihre Eindrücke und entfacht ein erotisches Sinnenspiel aus zarten, aber betäubenden Düften, bizarren Lichtflecken und Geräuschen von Tieren (eine trällernde Nachtigall, sehnsuchtsvoll wiehernde Pferde, einander jagende Hunde, miauende Katzen). Die Nacht endet in einem leidenschaftlichen Rausch, in den der Apfelbaum seine fallenden Blütenblätter mischt.
Sergej verlässt Katerina trotz seiner beginnenden Unlust an ihr nicht. Die Aussicht, der Herr des Gutes zu werden und ein angesehenes Leben als Kaufmann zu verbringen, hält ihn bei seiner vormaligen Herrin. Dem Kapitel der Sinnenlust folgen die Ausführungen über den Mord an Zinovij Borisytsch, der im Keller vergraben wird.
Das elfte und zwölfte Kapitel umfassen den Kindsmord und die Entdeckung der Täter. Der kranke Fedja liegt im Bett und liest Heiligengeschichten, vornehmlich die seines Namenspatrons Theodor Stratelates, der als Soldat und Heerführer den Märtyrertod starb. Er ist eingeschüchtert, als Katerina ihn an seinem Bett aufsucht; seine Mutter ist in der Messe. Erbarmungslos drücken Katerina und der hinzugekommene Sergej dem Kind das Kissen auf das Gesicht. Plötzlich scheint sich das Haus zu beleben, es wackelt, „als ob überirdische Kräfte das sündebeladene Haus bis ins Fundament erschütterten.“ Sergej rennt daraufhin erschrocken im Haus nach oben und wieder nach unten und meint den Geist Zinovij Borisytschs gesehen zu haben. Katerina verhält sich dagegen kaltblütiger und bemerkt, dass nicht das Haus ein Eigenleben entwickelt hat, sondern vor dem Gebäude eine Menschenmenge versammelt ist, die gegen Tür und Fensterladen schlagen. Ein Bauer hat den Vorgang beobachtet und die anderen Leute aus der Kirche geholt.
Die Verbrecher müssen gestehen und die Strafe über sich ergehen lassen. Sergejs Anblick ruft bei der Auspeitschung Mitleid hervor, Katerinas Haltung ist kalt und ungerührt. Auch den Weg nach Sibirien nimmt sie gleichmütig auf sich, weil ihre Lichtblicke die arrangierten Treffen mit ihrem Serjoscha sind. Aufopfernd spart sie Essen für ihren Geliebten auf, der sie zunehmend vor den anderen Gefangenen verspottet und sie lächerlich macht. Er ist ihrer Liebe endgültig überdrüssig und macht anderen Frauen unter den Gefangenen den Hof. Erst allmählich leidet Katerina unter dem Hohn, aber zunehmend auch unter Eifersucht. Bei der Überfahrt über die Wolga schmeißt sie sich in Raserei auf ihre Nebenbuhlerin Sonetka und ertrinkt mit ihr in den Wogen.

## Themen
Obgleich Leskow sich „weniger um Seelen als um Handlungen kümmerte“, er seine Figuren also nicht psychologisch ausleuchtet und ihre Taten nicht kommentiert, finden sich in der Erzählung  ethisch relevante Themen.
Bereits in den ersten Kapiteln geht es um die „existentielle Langeweile“ (skuka), an der Katerina leidet und die im zweiten Kapitel als notorische „russische Langeweile“ bezeichnet wird. Čechov spielt ein paar Jahrzehnte später unzählige Variationen dieses Themas durch. Die skuka erfasst den Menschen in seiner ganzen Existenz und ist keineswegs nur einer äußerlichen Situation von Monotonie geschuldet. Sie betrifft vielmehr die moralische Unfähigkeit eines Menschen dem Leben gegenüber. Er ist nicht in der Lage, seinen Alltagstrott zu durchbrechen, indem er seinem Leben einen Sinn verleiht. Auch Katerina scheitert an dieser Langeweile, obwohl sie sich ihrer schämt. Besuche bei Nachbarn bereiten ihr kein Vergnügen, und ihre Stellung verbietet ihr den freien Umgang mit Untergebenen. Lesen ist für sie ebenso wenig eine Abwechslung, weder hält sie davon viel noch besitzt sie Bücher. Mit der Gestalt Emma Bovarys hatte Flaubert fast ein Jahrzehnt (1856) zuvor eine Frauenfigur geschaffen, die an den romantischen Vorstellungen, die sie aus ihrer Romanlektüre bezieht, zerbricht. Auch sie langweilte sich in ihrer bürgerlichen Ehe und dachte ihre Erfüllung in Affären zu finden.
Katerina L’vovna fühlt durch Sergej das erste Mal ihre Weiblichkeit erkannt und befriedigt. Damit ist der Ehebruch vollzogen, wenn Leskow ihn auch nicht wie Flaubert explizit thematisiert. Die Impotenz ihres Mannes, die Kinderlosigkeit und die Langeweile machen sie anfällig für Sergejs Worte. Ihre Leidenschaft stumpft nicht ab, sondern verstärkt sich im Gegenteil von Mal zu Mal. Katerina wird durch die Begierde eine Getriebene. Ihre vermeintliche Befreiung durch die Liebe zu Sergej macht sie zur Gefangenen ihrer Triebe und Leidenschaft.
Leskow wirft zwangsläufig die Schuldfrage auf, die er wiederum unkommentiert lässt. Ist Katerina Opfer ihrer Triebe oder trägt Schuld daran? Wurde sie verführt oder war sie längst bereit zu Ehebruch und Mord? Ihr Mann kann sie nicht befriedigen, macht ihr hingegen Vorwürfe, der Kinderwunsch bleibt unerfüllt. Sergej nutzt ihre Situation aus, verführt sie. Dagegen leistet sie kaum Widerstand, sie fühlt zum ersten Mal ihre Weiblichkeit erwacht. Die Eintönigkeit ihres Lebens leistet ihrer Abenteuerlust Vorschub. Leskow erörtert die Schuldfrage weder in psychologischer noch sozialer Hinsicht, sondern spart eine Erörterung bewusst aus. Er sieht sich als Aufzeichner des Lebens, nicht als Moralinstanz. Katerina hat einen Moment, in dem sie ihre Schuld anspricht. Zugleich sieht sie aber Sergej in der Schuld ihrer ebenbürtig: „Unsere Beziehung jedenfalls geht auf deine Verführungskünste zurück, und du kannst nicht ableugnen, daß die List, die du anwandtest, mindestens ebenso groß war wie meine Neigung, dir nachzugeben.“

## Stil
Leskow wird neben Gontscharow, Turgenew, Dostojewski u. a. der sogenannten russischen Plejade zugeordnet und gehört damit zum kritischen Realismus. Er selbst sah sich mehr als Aufzeichner denn als Erfinder an, weil er zu wenig Phantasie besitze. Dafür habe er Beobachtungsgabe und eine gewisse Fähigkeit zu analysieren. Als Autor mischt er sich nicht ein, sondern beschreibt lediglich die Vorgänge.
Seinen Stil gestaltet er knapp, bisweilen kühl und distanziert, ohne moralischen Kommentar. Trotzdem sind seine Texte dicht und dynamisch, was er oft durch Andeutungen und Aussparungen erreicht. So vermittelt das erste Kapitel den Eindruck eines Steckbriefes, nur mit den notdürftigsten Informationen versehen („Das war alles.“). Den Tod des Schwiegervaters schildert Leskow im Vergleich mit einer Ratte: mitleidlos und denotativ.
Zu solchen lakonischen Kapiteln setzt Leskow scharfe Kontraste. Lauer bezeichnet den Vorrang der Handlung, raffiniert durch Kontrast und Kollision, als „russische Novelle“ (russkaja novella). Das fünfte Kapitel (Tod) steht im Kontrast zu dem Folgekapitel (voll Leben), das durch sinnliche Frühlingseindrücke geprägt ist: Tierlaute, Düfte, Lichtspiel.
Um seine Erzählungen dem menschlichen Leben möglichst nahekommen zu lassen, verwendet Leskow volkstümliche Ausdrücke und Mundarten. Der sogenannte skaz ist das mundartliche, folkloristische Kolorit in der Literatur. Stender-Petersen beschreibt den skaz als „Brechung der Erzählung durch das Prisma einer bestimmten Sprachwelt“. Leskow schreibt also nicht nur über die Provinz, sondern in der Sprache der Provinz.
Der Realismus schließt gewisse phantastische Elemente nicht aus. Katerinas Halluzinationen des Katers ist der erste Moment ihrer Verwischung von Realität und Phantastik. Das unheimliche, bebende Haus nach dem Mord an Fedja hat keine übernatürliche, sondern eine profane Ursache: Vor dem Haus stehen die Dorfbewohner und rütteln an Tür und Fenstern. Nur den Mördern erscheint es, als hätte das Haus ein plötzliches Eigenleben entwickelt.

## Ausgaben
- Die Lady Macbeth aus dem Landkreis Mzensk. Russisch und Deutsch. Übers. und Nachwort Bodo Zelinsky. Stuttgart: Reclam 1980, ISBN 978-3-15-007619-4.
- Die Lady Macbeth aus dem Landkreis Mzensk. In: Margit Bräuer (Hrsg.): Russische Liebesgeschichten. Berlin: Aufbau-Verl. 2003. (Aufbau TB. 1136.), ISBN 3-7466-1136-9.

## Vertonung
- Lady Macbeth von Mzensk. (1934), Oper von Dmitri Schostakowitsch, Text Alexander Preis
- Katerina Ismailowa. (1963), Oper (Neufassung) von Dmitri Schostakowitsch, Text Alexander Preis; Erstaufführung Moskau 1963

## Verfilmungen
- 1962 Blut der Leidenschaft, jugoslawischer Film von Andrzej Wajda.
- 1989 Lady Macbeth aus dem Landkreis Mzensk, schweizerisch-sowjetischer Film von Roman Balajan.
- 2016 Lady Macbeth, britischer Film von William Oldroyd.